# La leggenda di Bagger Vance (romanzo)
La leggenda di Bagger Vance è un romanzo di Steven Pressfield, da cui nel 2000 è stato tratto l'omonimo film di Robert Redford.

## Edizioni
- Steven Pressfield, La leggenda di Bagger Vance, collana Scala stranieri, Rizzoli, 2001,  p. 270, ISBN 88-17-86716-0.